# Riyal Ả Rập Xê Út
Riyal (tiếng Ả Rập: ريال riyāl); là đơn vị tiền tệ của Ả Rập Xê Út. Nó được viết tắt là
ر.س hoặc SR (riyal Saud). Một riyal ứng với 100 halala (tiếng Ả Rập: هللة Halalah).

## Lịch sử
Riyal là tiền tệ của Ả Rập Xê Út từ khi quốc gia này hình thành, và là tiền tệ của Hejaz trước khi Ả Rập Xê Út lập quốc, là một trong những loại tiền tệ chính trong khu vực Địa Trung Hải vào thời Ottoman. Riyal Hejaz dựa trên nhưng không tương đương với đồng 20 kuruş Ottoman và do đó được chia thành 20 qirsh. Tuy nhiên, dù riyal Hejaz có cùng trọng lượng với đồng 20 kuruş Ottoman, song nó có độ nguyên chất.917 thay vì.830 như đồng tiền của Ottoman. Do đó, vì riyal Ả Rập Xê Út đầu tiên có đặc điểm kỹ thuật giống như riyal Hejaz và được lưu thông bên cạnh đồng Ottoman, nó có giá trị 22 kuruş Ottoman và do đó được chia thành 22 ghirsh khi đồng xu qirsh được ban hành vào năm 1925. Hệ thống vẫn được duy trì thậm chí cả khi riyal sau đó bị giảm giá trị, về lượng bạc, đến rupee Ấn Độ vào năm 1935.
Năm 1960, hệ thống được đổi thành 20 qirsh bằng một riyal, tiếp đến vào năm 1963 đã lưu hành halala, có giá trị bằng một phần trăm của một riyal. Một số đồng xu Ả Rập Xê Út vẫn mang các mệnh giá bằng qirsh, song chúng không còn được dùng phổ biến.

## Đồng xu
Năm 1925, đồng xu bằng đồng chuyển tiếp cho 1⁄4 và 1⁄2 qirsh (tại một số nơi trong nước được phát âm là girsh) được Ibn Saud cho đúc tại Makkah. Đến năm 1926, lưu thông các đồng xu 1⁄4, 1⁄2 và 1 qirsh bằng đồng niken mang hiệu "quốc vương của Hejaz và sultan của Nejd".
Năm 1927, vương hiệu được đổi thành "quốc vương của Hejaz và Nejd và các lãnh thổ phụ thuộc" và đồng xu được phát hành có các mệnh giá 1⁄4, 1⁄2 và 1 qirsh bằng đồng niken và các mệnh giá 1⁄4, 1⁄2 và 1 riyal bằng bạc.
Năm 1935, đồng xu lần đầu tiên được phát hành với chữ Ả Rập Xê Út. Chúng là các đồng bạc 1⁄4, 1⁄2 và 1, nhẹ hơn gần 50% so với đồng xu đợt trước. Các đồng xu 1⁄4, 1⁄2 và 1 qirsh đúc bằng đồng niken được phát hành từ năm 1937. Năm 1946 (tức năm 1365 theo lịch Hồi giáo), nhiều đồng xu bằng đồng niken được thể hiện thêm số 65 trong chữ số Ả Rập, động thái này được Krause và Mishler mô tả là "một động thái nhằm phá vỡ độc quyền của những người đổi tiền đối với các đồng xu giá trị nhỏ". Các đồng 2 và 4 qirsh bằng đồng niken được lưu thông vào năm 1957.
Năm 1963, halala được lưu thông, và đồng 1 halala bằng đồng điếu được phát hành. Đây là năm duy nhất chúng được đúc. Các đồng xu 5, 10, 25 và 50 halala bằng đồng niken được phát hành vào năm 1972, được khắc với mệnh giá của chúng ứng với ghirsh hoặc riyal (1, 2 qirsh, 1⁄4, 1⁄2 riyal). Năm 1976, đồng xu 1 riyal bằng đồng niken được lưu thông, cũng được khắc với mệnh giá 100 halala. Đồng 1 riyal lưỡng kim, cũng được ký hiệu 100 halala, được phát hành vào năm 1999.
Một loạt đồng xu mới với các mệnh giá 1, 5, 10, 25, và 50 halala cùng 1 và 2 riyal lưỡng kim được phát hành vào năm 2016.

## Tiền giấy
Năm 1953, Cơ quan Tiền tệ Ả Rập Xê Út (SAMA) bắt đầu phát hành biên lai hành hương Hajj với giá 10 riyal, tiếp đến là 1 và 5 riyal lần lượt vào năm 1954 và 1956. Những thứ giống tiền giấy này ban đầu có mục đích dành cho người hành hương sử dụng, để đổi ngoại tệ cho họ. Tuy nhiên, chúng trở nên được chấp thuận rộng rãi tại Ả Rập Xê Út và thay thế đồng bạc riyal ở mức độ lớn trong các giao dịch tài chính lớn. Sau đó, Cơ quan Tiền tệ bắt đầu phát hành các tiền giấy chính quy có mệnh giá 1, 5, 10, 50 và 100 riyal vào ngày 15 tháng 6 năm 1961. Biên lai hành hương bị thu hồi vào ngày 1 tháng 2 năm 1965.
Tiền giấy mệnh giá 500 riyal được phát hành vào năm 1983. Tiền giấy mệnh giá 20 và 200 riyal được phát hành vào năm 2000 nhằm tưởng nhớ một trăm năm lập quốc. Loạt tiền giấy thứ năm mang hình Quốc vương Abdullah được phát hành vào năm 2007. Loạt tiền giấy thứ sáu mang hình Quốc vương Salman bin Abdulaziz Al Saud được phát hành vào ngày 13 tháng 12 năm 2016.

### Loạt thứ năm
Ngày 20 tháng 5 năm 2007, Cơ quan Tiền tệ Ả Rập Xê Út công bố loạt tiền giấy thứ năm sẽ có hình Quốc vương Abdullah Bin Abdulaziz, riêng tiền mệnh giá 500 riyal mang hình Quốc vương Abdulaziz Al Saud. Tiền giấy mệnh giá 100 và 50 riyal được phát hành vào ngày 21 tháng 5 năm 2007. Tiền giấy mệnh giá 10 và 5 riyal được phát hành vào tháng 6 năm 2007, và tiền giấy mệnh giá 500 riyal được phát hành vào tháng 9 năm 2007, và cuối cùng tiền giấy mệnh giá 1 riyal được phát hành vào tháng 12 năm 2007. SAMA dự kiến loạt tiền giấy thứ tư sẽ mất khoảng hai năm để loại bỏ, song việc loại bỏ hoàn toàn phải mất hơn hai năm do loạt tiền này đã được lưu thông trong hơn 25 năm. Loạt tiền mới có hệ thống an ninh tân tiến nhất nhằm ngăn chặn làm giả và các hoạt động tương tự.
| Banknotes of the Saudi riyal (5th series) | Banknotes of the Saudi riyal (5th series) | Banknotes of the Saudi riyal (5th series) | Banknotes of the Saudi riyal (5th series) | Banknotes of the Saudi riyal (5th series)                                                    | Banknotes of the Saudi riyal (5th series)                | Banknotes of the Saudi riyal (5th series) |                         |                                                            |
| Hình                                      | Giá trị                                   | Kích thước                                | Màu chính                                 | Mô tả                                                                                        | Mô tả                                                    | Ngày phát hành                            | Ngày phát hành đầu tiên | Hình mờ                                                    |
| Hình                                      | Giá trị                                   | Kích thước                                | Màu chính                                 | Mặt trước                                                                                    | Mặt sau                                                  | Ngày phát hành                            | Ngày phát hành đầu tiên | Hình mờ                                                    |
| ----------------------------------------- | ----------------------------------------- | ----------------------------------------- | ----------------------------------------- | -------------------------------------------------------------------------------------------- | -------------------------------------------------------- | ----------------------------------------- | ----------------------- | ---------------------------------------------------------- |
|                                           | 1 riyal                                   | 133 x 63 mm                               | Xanh lục nhạt                             | Đồng xu dinar vàng thế kỷ 7; Quốc vương Abdullah Bin Abdul-Aziz al-Saud                      | Toà nhà trụ sở SAMA                                      | 2007                                      | 31 tháng 12 năm 2007    | Quốc vương Abdullah Bin Abdul-Aziz al-Saud, hình in mạ 1   |
|                                           | 5 riyal                                   | 145 x 66 mm                               | Tím                                       | Nhà máy lọc dầu Ras Tanorah; Quốc vương Abdullah Bin Abdul-Aziz al-Saud                      | Bến tàu chở dầu Ras Tanorah, cảng Jubayl tại vùng Đông   | 2007                                      | tháng 7 năm 2007        | Quốc vương Abdullah Bin Abdul-Aziz al-Saud, hình in mạ 5   |
|                                           | 10 riyal                                  | 150 x 68 mm                               | Nâu                                       | Cung điện Quốc vương Abdulaziz tại Almoraba; Quốc vương Abdullah Bin Abdul-Aziz al-Saud      | Trung tâm lịch sử Quốc vương Abdul Aziz, Riyadh          | 2007                                      | tháng 7 năm 2007        | Quốc vương Abdullah Bin Abdul-Aziz al-Saud, hình in mạ 10  |
|                                           | 50 riyal                                  | 155 x 70 mm                               | Xanh lục đậm                              | Vòm Đá tại Jerusalem; Quốc vương Abdullah Bin Abdul-Aziz al-Saud                             | Nhà thờ Hồi giáo Al-Aqsa tại Jerusalem                   | 2007                                      | 21 tháng 5 năm 2007     | Quốc vương Abdullah Bin Abdul-Aziz al-Saud, hình in mạ 50  |
|                                           | 100 riyal                                 | 160 x 72 mm                               | Đỏ                                        | Vòm Xanh của Thánh đường Nhà Tiên tri tại Medina; Quốc vương Abdullah Bin Abdul-Aziz al-Saud | Thánh đường Nhà Tiên trị tại Al Madinah Al Monawarah     | 2007                                      | 21 tháng 5 năm 2007     | Quốc vương Abdullah Bin Abdul-Aziz al-Saud, hình in mạ 100 |
|                                           | 500 riyal                                 | 166 x 74 mm                               | Xanh dương                                | Ka'aba tại Mecca; Quốc vương Abdulaziz Al Saud                                               | Thánh đường linh thiêng tại Makkah Al Mukarramah (Mecca) | 2007                                      | tháng 9 năm 2007        | King Abdulaziz Al Saud, hình in mạ 500                     |

### Loạt thứ sáu (2016)
Cơ quan Tiền tệ Ả Rập Xê Út phát hành loạt tiền giấy mới có chân dung của Quốc vương Salman trên tiền giấy mệnh giá từ 5 đến 100 riyal, chân dung Quốc vương Abdulaziz Al Saud trên tiền giấy mệnh giá 500 riyal.
| Tiền giấy của riyal Ả Rập Xê Út (loạt thứ 6) | Tiền giấy của riyal Ả Rập Xê Út (loạt thứ 6) | Tiền giấy của riyal Ả Rập Xê Út (loạt thứ 6) | Tiền giấy của riyal Ả Rập Xê Út (loạt thứ 6) | Tiền giấy của riyal Ả Rập Xê Út (loạt thứ 6)                     | Tiền giấy của riyal Ả Rập Xê Út (loạt thứ 6)            | Tiền giấy của riyal Ả Rập Xê Út (loạt thứ 6) |                           |                                                |
| Hình                                         | Giá trị                                      | Kích thước                                   | Màu chính                                    | Mô tả                                                            | Mô tả                                                   | Ngày phát hành                               | Ngày phát hành đầu tiên   | Hình mờ                                        |
| Hình                                         | Giá trị                                      | Kích thước                                   | Màu chính                                    | Mặt trước                                                        | Mặt sau                                                 | Ngày phát hành                               | Ngày phát hành đầu tiên   | Hình mờ                                        |
| -------------------------------------------- | -------------------------------------------- | -------------------------------------------- | -------------------------------------------- | ---------------------------------------------------------------- | ------------------------------------------------------- | -------------------------------------------- | ------------------------- | ---------------------------------------------- |
| [ 6 ]                                        | 5 riyal                                      | 145× 66 mm                                   | Tìm                                          | Nhà máy lọc dầu; Quốc vương Salman                               | Hoa                                                     | 2016                                         | 26 tháng 12 năm 2016      | King Salman và hình in mạ 5                    |
| [ 7 ]                                        | 10 riyal                                     | 150× 68 mm                                   | Nâu                                          | Pháo đài; Quốc vương Salman                                      | Toàn cảnh Riyadh                                        | 2016                                         | 26 tháng 12 năm 2016      | Quốc vương Salman và hình in mạ 10             |
| [ 8 ]                                        | 50 riyal                                     | 155× 70 mm                                   | Xanh lục                                     | Vòm Đá tại Jerusalem; Quốc vương Salman                          | Nhà thờ Hồi giáo Al-Aqsa, Jerusalem                     | 2016                                         | ngày 26 tháng 12 năm 2016 | Quốc vương Salman và hình in mạ 50             |
| [ 9 ]                                        | 100 riyal                                    | 160× 72 mm                                   | Red                                          | Vòm Xánh của Thánh đường Nhà Tiên tri, Medina; Quốc vương Salman | Thánh đường Nhà Tiên tri, Al Madinah Al Monawarah       | 2016                                         | 26 tháng 12 năm 2016      | Quốc vương Salman và hình in mạ 100            |
| [ 10 ]                                       | 500 riyal                                    | 166× 74 mm                                   | Blue                                         | Ka'aba, Mecca; Quốc vương Abdulaziz Al Saud                      | Thánh đường linh thiêng tại Makkah Al Mukarramah, Mecca | 2016                                         | 26 tháng 12 năm 2016      | Quốc vương Abdulaziz Al Saud và hình in mạ 500 |

## Tỷ giá cố định
Trong tháng 6 năm 1986, riyal chính thức được ghim với quyền rút vốn đặc biệt (SDRs) của Quỹ Tiền tệ Quốc tế. Trong thực tế, nó cố định ở tỷ giá 1 USD = 3,75 riyal, tức 1 riyal = 0,266667 USD. Tỷ giá này được chính thức hoá vào ngày 1 tháng 1 năm 2003.
Riyal trong một thời gian ngắn từng tăng lên mức cao nhất trong vòng 20 năm khi Cục Dữ trữ Liên bang Mỹ cắt giảm lãi suất vào ngày 18 tháng 9 năm 2007 và SAMA lựa chọn không làm theo, một phần do lo ngại lạm phát gây mức lãi thấp và giá trị thấp cho riyal. Riyal quay lại ghim với USD vào đầu tháng 12 năm 2007.